# Hawise av Bretagne
Hawise av Bretagne, född 1037, död den 19 augusti 1072, var en regerande hertiginna av Bretagne från 1066 till sin död 1072. 

## Biografi
Hawise var dotter till hertig Alan III av Bretagne och Bertha av Blois och kallades också Hawise av Rennes. Hawise gifte sig med Hoel av Cornwall före år 1058. Hon efterträdde sin bror Conan II av Bretagne 1066. Hennes make blev genom äktenskapet hennes samregent jure uxoris. Vid hennes död blev maken förmyndarregent för deras son Alan IV av Bretagne, som myndigförklarades 1084. 